# Sergei Zagny

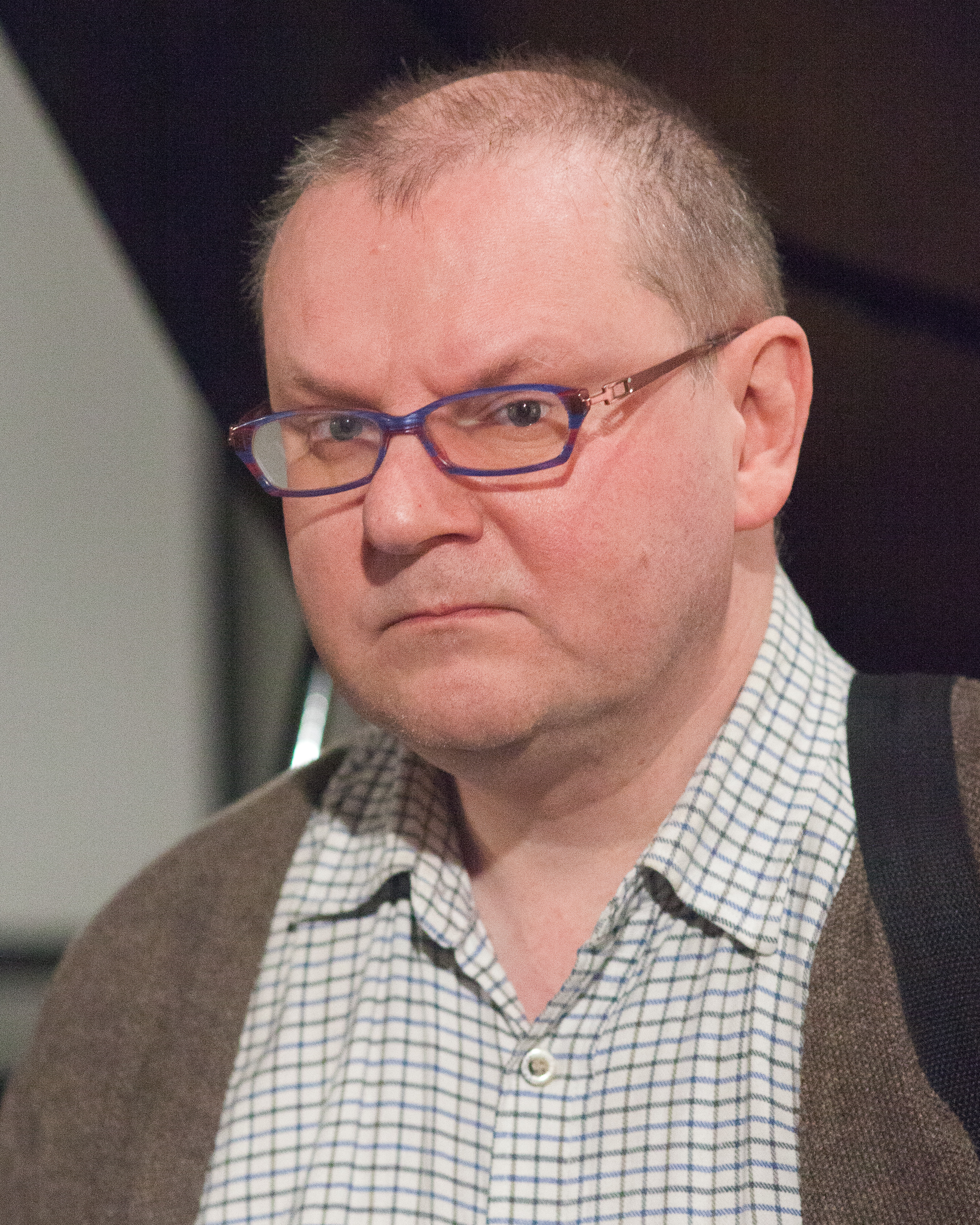
Sergei Zagny 2014

Sergei Zagny (russisch Сергей Анатольевич Загний; * 1960 in Moskau) ist ein russischer Musiker und Komponist.
Zagny studierte von 1983 bis 1988 am Moskauer Konservatorium Komposition bei Albert Leman. Daran schloss sich ein Postgraduiertenstudium bei Leman bis 1991 an.
Seit 1992 unterrichtet Zagny Musikanalyse, Harmonielehre und Polyphonie am Moskauer Konservatorium. Außerdem arbeitete er von 1993 bis 1995 am Theremin-Zentrum des Konservatoriums. Als Pianist, Organist und Performancekünstler tritt er bei Aufführen vorwiegend mit eigenen Werken auf.

## Werke
- Klaviermusik von J.S. BACH für Orgel/Cembalo, 1977–2002
- Card Layout No. 1 für Klavier, 1979
- Four Canons für Violine und Cello, 1981
- Ornaments für Klavier, 1982
- Studies on Rhythm BACH für Orgel oder mehrere Melodieinstrumente, 1984
- VOCES ORGANALES für Orgel, Work in progress, seit 1984
- Brassquintet, 1985
- Fuga für Streichquartett, 1985
- Main Theme für Sprecher und Flöte, 1985
- Sonata für Klavier, 1990
- Piece No. 1 für Klavier, 1990
- Piece No. 2 für Klavier, 1990
- Piece No. 3 für Klavier, 1990
- Card Layout No. 2 für Klavier, 1990
- Endless Something Else für Melodieinstrumente, 1990–2001
- Piece No. 4 für Klavier oder andere Instrumente oder Stimmen, 1991
- Electronic Music No. 1 (Light Music), CD, 1993–94
- Electronic Music No. 2 (Brass Music), CD, 1993–98
- Electronic Music No. 3, CD, 1993–2004
- Electronic Music No. 4, CD, 1993–2004
- Birds and Flies, CD, 1994
- Water, CD, 1994
- Twelve Pieces for Instrumental Ensemble, 1995
- Symphony, 1995
- Three Poems on the Words by Unknown Author, 1995
- Electronic Music No. 5 (Piano Concerto), CD, 1995–97
- Magic Stars für Klavier oder andere Instrumente, Work in progress, seit 1995
- This Work für Klavier oder ein anderes Instrument, 1996
- Sonata Reconstructed from Fragments the Order of Which is Lost, CD, 1998
- Anthems, CD, 1998
- Requiem, CD, 1998
- Piece No. 5 für Klavier, 1999
- Hommage à Béla Bartók (Bagatelle) für Klavier, 1999
- Modules für Klavier oder andere Instrumente oder Stimmen, 2000
- New Year Music, CD, 2000
- Formula 1, CD, 2000
- Brick, CD, 2000
- The Sounds of Soup (Musik für eine multimediale Installation von Masha Chuykova), 7 CDs, 2000
- Metamusica, 2001
- Evgeny Onegin (1-Minuten-Oper nach Alexander Puschkin) für eine oder zwei Stimmen ad libitum und Klavier, 2001
- Deux pièces de clavecin, 2002
- Fragments from 'Swan Lake' by Pyotr Tchaikovsky für kleines Orchester, 2003